# Roy Thomas
Roy Thomas (22 de noviembre de 1940, Misuri) es un guionista y editor de comic books estadounidense. Fue el primero en suceder a Stan Lee como redactor jefe de Marvel Comics. Es conocido especialmente por llevar a Conan el Bárbaro al cómic, con una serie de historias que ampliaban la cronología establecida por su creador (Robert E. Howard) para el personaje, lo que puso de moda las historias de Espada y brujería en los cómics.
Heredó de Stan Lee los guiones de buena parte de las colecciones de superhéroes originales de Marvel, realizando largas etapas en Avengers (Vengadores) y X-Men, entre otras. También es conocido por su defensa de los personajes de la Edad de oro de los comic-books, especialmente del grupo de superhéroes de los años 1940s La Sociedad de la Justicia de América, destacando en su trabajo para DC Comics su etapa en All-Star Squadron.

## Biografía
De niño, Thomas fue un gran aficionado a los comic books, llegando a guionizar y dibujar sus propios cómics mientras estaba en la escuela, que repartía entre amigos y familiares. El primero de ellos fue "All-Giant Comics", que, según sus recuerdos, presentaba a personajes como Elephant Giant. Se graduó en 1961 en historia y ciencias sociales, trabajando a continuación cuatro años como profesor.
Thomas se convirtió en uno de los primeros y más activos miembros del fandom de la Edad de Plata del comic book que empezaba a organizarse a principios de los 1960s, especialmente en torno al Dr. Jerry Bails, cuyo entusiasmo por el renacer de los cómics de superhéroes durante aquel período le llevó a fundar el fanzine Alter Ego. Thomas, entonces profesor de literatura inglesa en un instituto de enseñanza media, colaboró con entusiasmo en AE, sucediendo a Bails como editor en 1964. Sus cartas aparecían con regularidad en las páginas de los cómics de Marvel y DC.
En 1965, Thomas fue a Nueva York para empezar a trabajar en DC Comics como asistente de Mort Weisinger, entonces editor de las series de Superman. Según Thomas: "Ya había escrito un guion de Jimmy Olsen algunos meses antes, cuando aún vivía y enseñaba en la zona de San Luis (Missouri). Trabajé para DC durante ocho días a finales de junio y principios de julio de 1965" antes de aceptar un trabajo en Marvel Comics:

Fui contratado tras realizar la "prueba de guionistas" de Stan Lee, y mi primer cargo oficial en Marvel fue "guionista empleado". No fui contratado como editor o asistente de editor. Se suponía que iría 40 horas por semana y escribir guiones. (...) Me senté en aquella mesa de hierro con una máquina de escribir en una pequeña oficina con el gerente de producción Sol Brodsky y la secretaria Flo Steinberg. Todo el que venía a Marvel aparecía allí, y el teléfono siempre estaba sonando, con conversaciones realizándose a mi alrededor. (...) Casi inmediatamente, aunque Stan revisaba todas las historias terminadas, él y Sol empezaron a tenerme revisando las correcciones antes de que salieran, lo que rompía mi concentración aún más. (...) Seguían pidiéndome esto o lo otro, o preguntando cosas como en qué número había ocurrido algo, o llegaba Stan a comprobar algo, porque yo sabía mucho sobre la continuidad de Marvel hasta aquel momento. (...) Enseguida se dieron cuenta ellos también de que lo de "guionista empleado" no estaba funcionando, así que Stan me convirtió en asistente editorial, lo que inmediatamente resultó mejor para todos los implicados".

### Comienzos en Marvel
Hasta entonces, el redactor jefe Stan Lee había sido el principal guionista de todas las publicaciones de Marvel, con su hermano, Larry Lieber, ayudándole como guionista ocasional de historias esbozadas por Lee. Thomas se convirtió pronto en el primer guionista de Marvel en tener una continuidad tras Lee, después de que veteranos como Robert Bernstein, Ernie Hart, Leon Lazarus o Don Rico, y recién llegados como Steve Skeates (contratado dos semanas antes) o Denny O'Neil (traído por recomendación de Thomas algunos meses más tarde), no lo lograran.
Su primera historia fue la aventura romántica "Whom Can I Turn To?" en la serie secundaria de Millie the Model, concretamente el número 44 de "Modeling with Millie" (diciembre de 1965), en el que, debido a un error de producción, faltaron los créditos y el logo, por lo que no aparecían la mayor parte de los autores. La primera historia de superhéroes de Thomas fue "My Life for Yours", la historia de Iron Man que apareció en Tales of Suspense número 73 (enero de 1966), desarrollando un argumento de Lee y la secretaria Steinberg. Según estimaciones de Thomas, Lee reescribió aproximadamente la mitad de su intento.
Entre los primeros trabajos de Thomas para Marvel están también el título romántico Patsy and Hedy números 104 y 105 (febrero y abril de 1966), y dos historias del Doctor Extraño, con argumento de Lee y Steve Ditko, en los números 143 y 144 de Strange Tales (abril y mayo de 1966). También se publicaron por entonces dos historias escritas previamente para Charlton Comics: "The Second Trojan War" en Son of Vulcan número 50 (enero de 1966) y "The Eye of Horus" en Blue Beetle número 54 (marzo de 1966). "Cuando Stan vio el par de historias que había hecho antes para Charlton en un estilo más parecido a Gardner Fox, no estaba muy impresionado", recuerda Thomas. "¡Probablemente sea buena cosa que ya tuviera trabajo en Marvel para entonces! Pensé que era la persona indicada en el momento apropiado, pero había otra gente que, de haber estado allí, podrían haber sido igualmente los indicados".
Thomas se hizo cargo entonces del que sería su primer título regular en Marvel, la colección sobre la Segunda Guerra Mundial Sgt. Fury and his Howling Commandos, empezando con el número 29 (abril de 1966) y llegando hasta el 41 (abril de 1967), e incluyendo el annual de 1966, Sgt. Fury Special número 2. Empezó también entonces a guionizar el título de mutantes Uncanny X-Men (entonces sólo "X-Men"), de los que hizo los números 20 al 42 (mayo de 1966 a marzo de 1968) y, finalmente, se hizo cargo de los Vengadores, comenzando por el número 35 (diciembre de 1966), en la que seguiría hasta mediados de los años 1970s. Su etapa en la serie estaría marcada por una fuerte continuidad, con historias que iban desde lo personal (como el matrimonio de los Pym) hasta lo cósmico (como con la guerra Kree-Skrull en los números 89 al 97 de junio de 1971 a marzo de 1972).
Habiendo pasado ya X-Men a otros autores, volvió en el número 56 (mayo de 1969), con la colección al borde de la cancelación. A pesar de que los esfuerzos para salvarla fracasaron, ya que el título se cerró en el número 66, la colaboración de Thomas con el dibujante Neal Adams hasta el 63 (diciembre de 1969) es recordada como uno de los momentos creativos más brillantes de la edad de plata. En 1971, con Stan Lee y Gerry Conway, Thomas creó al Hombre-Cosa, y escribió la primera historia del personaje en color, después de que Conway y Len Wein presentaran al personaje en la revista en blanco y negro Savage Tales.

### Redactor jefe de Marvel
En 1972, cuando Lee fue ascendido a editor (publisher) de Marvel, Thomas le suceció como redactor jefe (editor-in-chief). Para entonces, Thomas ya había lanzado al mercado Conan el Bárbaro, un título que, aunque empezó con muy pocas ventas, había alcanzado el éxito con las adaptaciones de Thomas de historias del pulp original, combinadas con el dibujo de Barry Windsor-Smith. Thomas escribió cientos de historias de Conan, repartidas entre comic books a color y revistas en blanco y negro, creando junto con Smith a Red Sonja. Dejó su cargo como redactor jefe en agosto de 1974.
Continúo guionizando otros títulos, incluyendo a los 4 Fantásticos y Amazing Spider-Man. También creó nuevas series, como la de los Defensores o la atípica What if, compuesta por historias donde se narraba qué hubiera ocurrido si algunas de las historias publicadas en otros títulos se hubieran producido de otra forma. Además, dio salida a su amor por los héroes de la edad de oro en la colección de superhéroes de la Segunda Guerra Mundial Invasores. Ayudó además a crear nuevos personajes como Puño de Hierro, el Hermano Vudú o el Motorista Fantasma original; también tuvo un papel en la sombra en la creación de los nuevos X-Men que alcanzarían finalmente el éxito, y fue gracias a él que Marvel compró los derechos para adaptar Star Wars al cómic, sin los que, según Jim Shooter, "hubiéramos tenido que cerrar" durante la crisis de principios de los 1980s.

### Etapa en DC
En 1981, tras años haciendo trabajos por libre para Marvel, y una disputa con el entonces redactor jefe Jim Shooter, Thomas firmó un contrato exclusivo con DC de 3 años. Empezó entonces a guionizar Wonder Woman y, con el dibujante Gene Colan, actualizó el traje del personaje. También creó la serie de espada y brujería Arak, Son of Thunder, y la de animales antropomórficos Captain Carrot and his Amazing Zoo Crew.
Thomas hizo realidad su sueño de infancia de guionizar la Sociedad de la Justicia de América (JSA). Revivió al grupo en el número 193 de la Liga de la Justicia de América, y escribió historias retroactivas en All Star Squadron, similares a las de los Invasores, situadas durante la Segunda Guerra Mundial. Además de los conocidos héroes de la JSA, Thomas revivió personajes como Liberty Belle, Johnny Quick, Robotman, Tarantula, y Neptune Perkins. Además resolvió los problemas planteados por la enrevesada y, con frecuencia, contradictoria continuidad de la JSA.
Thomas y el dibujante de All-Star Squadron, Jerry Ordway, lanzaron también una serie paralela de la JSA, Infinity Inc., ambientada en el presente, narrando las aventuras de los hijos de los componentes de la JSA.

### Vuelta a Marvel y otros
En 1985, tras un segundo contrato de 3 años, y la partida de Shooter, Thomas volvió a Marvel, guionizando personajes como Doctor Extraño, Thor, los Vengadores Costa Oeste y Conan, frecuente en colaboración con su mujer, Dann Thomas, o con Jean-Marc Lofficier.
Durante los 1990s, empezó a trabajar menos para Marvel y DC y más para editoriales independientes. Escribió cómics adaptando series de televisión como Xena: la princesa guerrera o Hércules para Topps Comics, la serie de óperas Anillo de los Nibelungos de Richard Wagner con dibujos de Gil Kane, o la novela Carmilla. Nuestra Señora de los vampiros (1999). Empezó a escribir también más para otros medios, como la televisión, y relanzó "Alter Ego", esta vez como revista.
En 2006, vive en Carolina del Sur, y es copresidente de la junta de directores de la ONG para la industria del comic book The Hero Initiative. En enero de 2006 la editorial Heroic empezó a publicar Anthem, una serie de comic books realizada por Thomas y los dibujantes Daniel Acuña, Jorge Santamaría y Benito Gallego, sobre superhéroes en la Segunda Guerra Mundial de una realidad alternativa, que había sido empezada a publicar ya en los años 1990s por la editorial española Dude. En ese año Thomas hizo un número único sobre Red Sonja, titulado "Red Sonja Monster Island", para Dynamite Comics.
Actualmente, Thomas ha regresado a Marvel y se ha dedicado a adaptar clásicos de la literatura mundial al formato cómic, destacando La isla del Tesoro, Los tres mosqueteros o El Hombre de la Máscara de Hierro. El resultado ha sido un producto similar a las antigua colección «Grandes Joyas Literarias» de la desaparecida Editorial Bruguera.

## Premios
- Premio Alley al mejor guionista de 1969.
- Premio Shazam al mejor guionista dramático de 1971.
- Premio Shazam a la mejor historia individual de 1973 por "Canción de Red Sonja", dibujada por Barry W. Smith, en Conan el Bárbaro número 24.
- Premio Shazam al mayor logro por un individuo de 1974.